# 日本劇集列表 (2017年)
←2016年 - 2017年 - 2018年→

## 電視台
- 日本放送協會NHK
- 日本電視台NTV
  - 讀賣電視台YTV
- 朝日電視台EX
  - 朝日放送ABC
- 東京放送TBS
  - 每日放送MBS
- 東京電視台TX
- 富士電視台CX
  - 關西電視台KTV
  - 東海電視台THK
- WOWOW

## 2017年冬季（一月至三月）
| 播放日期             | 播放時間(JST)        | 逢 星 期 | 中文劇名 日文劇名                                                                                           | 集 數 | 電 視 台 | 演員                                          | 演員                                                                                           | 官方 網頁                   | 主題曲 ／插曲                                               | (加權)平均 收視率 |
| 播放日期             | 播放時間(JST)        | 逢 星 期 | 中文劇名 日文劇名                                                                                           | 集 數 | 電 視 台 | 主演                                          | 其他演員                                                                                       | 官方 網頁                   | 主題曲 ／插曲                                               | (加權)平均 收視率 |
| -------------------- | -------------------- | -------- | --- | ----- | -------- | --------------------------------------------- | ---------------------------------------------------------------------------------------------- | --------------------------- | ----------------------------------------------------------- | ----------------- |
| 上一季 \| 04月01日   | 08時00分 \| 08時15分 | 一至六   | べっぴんさん                                                                                                | 151   | NHK      | 芳根京子                                      | 永山絢斗、蓮佛美沙子、谷村美月、 百田夏菜子、土村芳、井頭愛海、 古川雄輝、高良健吾、生瀨勝久等 | 網頁                        | 主：Mr.Children 「」                                        | 020.3%            |
| 01月23日 \| 03月20日 | 21時00分 \| 21時54分 | 一       | 不好意思，我們明天要結婚 突然ですが、明日結婚します                                                         | 09    | CX       | 西內麻里亞                                    | 山村隆太、山崎育三郎、中村杏、 岸井雪乃、葉山獎之、鍵本輝、 高岡早紀、杉本哲太、澤村一樹等     | 網頁 （页面存档备份，存于） | 主：西內麻里亞 「Motion」                                   | 06.59%            |
| 03月27日 \| 03月31日 | 23時20分 \| 23時30分 | 一至五   | 十九歳 | 05    | CX       | 岸井雪乃                                      | 眞島秀和、雾岛丽香、小島藤子、 丘光子等                                                        | 網頁 （页面存档备份，存于） |                                                             | 0                 |
| 03月28日 \| 03月30日 | 00時35分 \| 00時45分 | 二至四   | 職場王子 | 03    | THK      |                                               | 谷真理佳、山下舞弓、高柳明音、 水野勝、田中俊介、岩崎拓馬等                                    | 網頁                        |                                                             |                   |
| 03月07日 \| 03月21日 | 01時00分 \| 01時30分 | 二       | Friend-Ship Project ～你好，我是女演員相樂樹。～ Friend-Ship Project ～こんにちは、女優の相楽樹です。～     | 03    | TX       | 相樂樹                                        | 塚本高史、濱野謙太、名取裕子等                                                                 | 網頁 （页面存档备份，存于） |                                                             |                   |
| 02月07日 \| 0        | 02時35分 \|          | 二       | 寵物情人 きみはペット                                                                                       | 0     | CX       | 入山法子 志尊淳                               | 竹財輝之助、野呂佳代、 志田友美、岡部尚、生島翔、 木下美咲、等                                 | 網頁 （页面存档备份，存于） | 片頭曲： 「Rainbow Rain」 片尾曲： 「」                     | 0                 |
| 01月10日 \| 03月14日 | 21時00分 \| 21時54分 | 二       | 謊言戰爭 嘘の戦争                                                                                           | 010   | KTV      | 草彅剛                                        | 水原希子、藤木直人、菊池風磨、 姜暢雄、大杉漣、野村麻純、 山本美月、安田顯、市村正親等         | 網頁 （页面存档备份，存于） |                                                             | 11.25%            |
| 01月17日 \| 03月21日 | 22時00分 \| 22時54分 | 二       | 四重奏 カルテット                                                                                           | 010   | TBS      | 松隆子 滿島光 高橋一生 松田龍平               | 吉岡里帆、宮藤官九郎等                                                                         | 網頁 （页面存档备份，存于） | 主：Doughnuts Hole 「」                                     | 08.87%            |
| 01月10日 \| 02月28日 | 23時15分 \| 23時44分 | 二       | 幕末美食 武士飯！ 幕末グルメ ブシメシ!                                                                      | 08    | [ 1 ]    | 瀨戶康史                                      | 田中圭、酒井若菜、三吉彩花、 草刈麻有、戶田惠子、德井優、 平田滿、草刈正雄、吉田沙保里等       | 網頁 （页面存档备份，存于） |                                                             |                   |
| 03月07日 \| 03月28日 | 23時15分 \| 23時44分 | 二       | 也沒有一個這樣子的謊言                                                                                      | 04    | [ 1 ]    | 須賀健太                                      | 石井杏奈、戶田菜穗等                                                                           | 網頁 （页面存档备份，存于） |                                                             |                   |
| 01月17日 \| 0        | 00時55分 \| 01時25分 | 三       | 大阪環狀線 每人在車站的愛情故事 Part2 大阪環状線 ひと駅ごとの愛物語 Part2                                   | 010   | KTV      | [ 2 ]                                         |                                                                                                | 網頁 （页面存档备份，存于） |                                                             |                   |
| 03月08日 \| 03月29日 | 00時59分 \| 01時29分 | 三       | 你還是不懂群馬 お前はまだグンマを知らない                                                                   | 04    | NTV      | 間宮祥太朗                                    | 吉村界人、馬場富美香、入江甚儀、 加治將樹等                                                    | 網頁 （页面存档备份，存于） |                                                             | 03.98%            |
| 01月25日 \| 03月15日 | 01時11分 \| 01時41分 | 三       | 只要有北齋和飯 ホクサイと飯さえあれば                                                                       | 08    | TBS      | 上白石萌音                                    | 池田依來沙、前田公輝等                                                                         | 網頁 （页面存档备份，存于） | 主：HY 「HAPPY」                                            | 00.99%            |
| 03月22日 \| 04月12日 | 01時11分 \| 01時41分 | 三       | 微笑的招財猫 笑う招き猫                                                                                     | 04    | TBS      | 清水富美加                                    | 松井玲奈、落合扶樹、荒井敦史等                                                                 | 網頁 （页面存档备份，存于） | 片頭曲：Mrs. GREEN APPLE 「」 片尾曲：Mrs. GREEN APPLE 「」 | 04                |
| 01月25日 \| 03月29日 | 01時29分 \| 01時59分 | 三       | 住住 | 010   | NTV      |                                               | 、若林正恭、二階堂富美等                                                                       | 網頁                        | 主：Enjoy Music Club 「」                                   | 01.91%            |
| 上一季 \| 03月22日   | 21時00分 \| 21時54分 | 三       | 相棒Season15                                                                                                | 018   | EX       | 水谷豐                                        | 反町隆史、鈴木杏樹、石坂浩二等                                                                 | 網頁 （页面存档备份，存于） |                                                             | 14.96%            |
| 01月18日 \| 03月22日 | 22時00分 \| 23時00分 | 三       | 東京白日夢女 東京タラレバ娘                                                                                 | 010   | NTV      | 吉高由里子                                    | 榮倉奈奈、大島優子、坂口健太郎、 平岡祐太、石川戀、金田明夫、 田中圭、西脇綾香、鈴木亮平等     | 網頁 （页面存档备份，存于） | 主：Perfume 「TOKYO GIRL」                                  | 11.35%            |
| 02月22日 \| 03月15日 | 22時00分 \| 22時49分 | 三       | 紅之章〜警視廳庶務係瞳的事件簿 赤の章～警視庁庶務係ヒトミの事件簿                                           | 04    | NHK      | 小松菜奈                                      | 小出惠介、山本耕史、木下鳳華、 佐野日向子、堀部圭亮、大和田伸也、 等                           | 網頁 （页面存档备份，存于） |                                                             | 04.08%            |
| 01月18日 \| 03月22日 | 23時53分 \| 24時23分 | 三       | 出租愛情 レンタルの恋                                                                                       | 010   | TBS      | 剛力彩芽                                      | 太賀、岸井雪乃、健太郎、 原幹惠、信江勇、金田彩奈、 清原翔、溫水洋一等                         | 網頁 （页面存档备份，存于） | 主： 「」                                                   | 01.75%            |
| 01月19日 \| 0        | 01時26分 \| 01時56分 | 四       | 愛情酒店的上野先生 ラブホの上野さん                                                                         | 0     | CX       | 本鄉奏多                                      | 柾木玲弥、大澤光、 松井愛莉、聰太郎、芋洗坂係長等                                              | 網頁 （页面存档备份，存于） |                                                             | 0                 |
| 01月19日 \| 04月06日 | 01時55分 \|          | 四       | 人渣的本願 クズの本懐                                                                                       | 012   | CX       | 吉本實憂 櫻田通                               | 水田航生、池上紗理依、逢澤莉娜等                                                               | 網頁 （页面存档备份，存于） |                                                             | 0                 |
| 03月23日 \| 03月24日 | 19時30分 \| 20時43分 | 四至五   | 羈絆：奔跑的奇迹小馬 絆〜走れ奇跡の子馬〜                                                                   | 02    | NHK      | 役所廣司                                      | 新垣結衣、岡田將生、勝地涼、 小林薰、田中裕子等                                                | 網頁 （页面存档备份，存于） |                                                             | 0                 |
| 上一季 \| 03月09日   | 20時00分 \| 20時54分 | 四       | 科调所的女法研16 科捜研の女 第16シリーズ                                                                    | 017   | EX       | 澤口靖子                                      | 內藤剛志、若村麻由美、 金田明夫、齊藤曉、長田成哉、 石井一彰、山本光、西田健等                 | 網頁 （页面存档备份，存于） | 主：大黑摩季 「」                                           | 11.66%            |
| 01月12日 \| 03月09日 | 21時00分 \| 21時54分 | 四       | 就活家族～一定會順利的～ 就活家族〜きっと、うまくいく〜                                                     | 09    | EX       | 三浦友和                                      | 黑木瞳、前田敦子、工藤阿須加、 新井浩文、山本未來、木村綠子、 渡邊大、段田安則、木村多江等     | 網頁 （页面存档备份，存于） | 主：林部智史 「」                                           | 09.71%            |
| 01月12日 \| 03月16日 | 22時00分 \| 22時54分 | 四       | 被討厭的勇氣 嫌われる勇気                                                                                   | 010   | CX       | 香里奈                                        | 加藤成亮、椎名桔平、升毅、 戶次重幸、丸山智己、櫻田通、 相樂樹、飯豐萬理江、岡崎紗繪等         | 網頁 （页面存档备份，存于） | 片頭曲：NEWS 「」 主題曲：大塚愛 「」                       | 06.49%            |
| 01月05日 \| 03月23日 | 23時59分 \| 24時54分 | 四       | 超能力師事務所 増山超能力師事務所                                                                           | 012   | YTV      | 田中直樹                                      | 浅香航太、中村友理、柄本時生、 平田敦子等                                                      | 網頁 （页面存档备份，存于） | 主：允鶴&成帝 from 超新星 「」                              | 03.42%            |
| 01月06日 \| 02月24日 | 20時00分 \| 20時43分 | 五       | 雲霧仁左衛門3                                                                                               | 08    | [ 1 ]    | 中井貴一                                      | 國村隼、內山理名、大東駿介、 手塚通、朝倉禮生、渡邊哲等                                        | 網頁                        |                                                             |                   |
| 01月20日 \| 03月10日 | 20時00分 \| 20時54分 | 五       | 三個歐吉桑〜三次見正義使者!!〜 三匹のおっさん3〜正義の味方、みたび!!〜                                      | 08    | TX       | 北大路欣也                                    | 泉谷茂、志賀廣太郎等                                                                           | 網頁 （页面存档备份，存于） | 主：嘉利吉58 ｢｣                                             | 07.09%            |
| 01月13日 \| 03月03日 | 22時00分 \| 22時49分 | 五       | 媽媽，不當您女兒可以嗎？ お母さん、娘をやめていいですか?                                                    | 08    | NHK      | 波瑠                                          | 柳樂優彌、麻生祐未、壇蜜、 石井杏奈、寺脇康文、齊藤由貴等                                      | 網頁                        | 主：Sarah Àlainn 「Little Doll」                            | 05.71%            |
| 01月13日 \| 03月17日 | 22時00分 \| 22時54分 | 五       | 下剋上受驗 下剋上受験                                                                                       | 010   | TBS      | 阿部貞夫                                      | 深田恭子、山田美紅羽、若旦那、 皆川猿時、岡田浩暉、川村陽介、 小芝風花、要潤、小林薰等         | 網頁 （页面存档备份，存于） | 主：齊藤和義 「」                                           | 08.16%            |
| 01月06日 \| 01月13日 | 23時15分 \|          | 五       | 不愉快的果實特別篇～第3年的外遇～ 不機嫌な果実スペシャル～3年目の浮気～                                     | 02    | EX       | 栗山千明                                      | 市原隼人、高梨臨、稻垣吾郎、 橋本愛實、六角精兒、萬田久子等                                    | 網頁 （页面存档备份，存于） | 主：齊藤和義 「」                                           | 0                 |
| 01月20日 \| 03月03日 | 23時15分 \| 24時15分 | 五       | 奪愛之冬 奪い愛、冬                                                                                         | 07    | EX       | 倉科加奈                                      | 三浦翔平、大谷亮平、秋元才加、 福住明美、西銘駿、木村綠子、 三宅弘城、榊原郁惠、水野美紀等     | 網頁 （页面存档备份，存于） | 片頭曲：Aimer 「」 主題曲：AAA 「MAGIC」                    | 06.46%            |
| 01月14日 \| 04月01日 | 00時12分 \| 00時52分 | 六       | By Players～如果六位名配角同住一个屋檐下～ バイプレイヤーズ 〜もしも6人の名脇役がシェアハウスで暮らしたら〜 | 012   | TX       | 遠藤憲一 大杉漣 田口智朗 寺島進 松重豐 光石研 | 北香那等                                                                                       | 網頁 （页面存档备份，存于） | 片頭曲：10-FEET 「」 片尾曲： 「Forever Young」             | 02.18%            |
| 01月07日 \| 03月25日 | 00時52分 \| 01時23分 | 六       | 山田孝之的坎城電影節 山田孝之のカンヌ映画祭                                                                 | 012   | TX       | 山田孝之                                      | 蘆田愛菜、山下敦弘等                                                                           | 網頁 （页面存档备份，存于） | 片頭曲： 「」 片尾曲： 「」                                 |                   |
| 上一季 \| 02月25日   | 18時10分 \| 18時45分 | 六       | 忠臣藏之戀～第四十八位忠臣〜 忠臣蔵の恋〜四十八人目の忠臣〜                                                 | 020   | NHK      | 武井咲                                        | 福士誠治、中尾明慶、今井翼、 田中麗奈、佐藤隆太、石丸幹二、 大東駿介、笹野高史、平田滿等       | 網頁                        |                                                             | 0                 |
| 01月14日 \| 03月18日 | 21時00分 \| 21時54分 | 六       | 超級上班族左江內氏 スーパーサラリーマン左江内氏                                                             | 010   | NTV      | 堤真一                                        | 小泉今日子、室剛、賀來賢人、 早見朱莉、中村倫也、橫山步、 佐藤二朗、笹野高史、高橋克實等       | 網頁 （页面存档备份，存于） | 主：三代目J Soul Brothers 「Happy?」                        | 09.54%            |
| 01月21日 \| 03月25日 | 21時00分 \| 21時58分 | 六       | 精靈守護者II 悲哀的破壞神 精霊の守り人II 悲しき破壊神                                                       | 09    | NHK      | 綾瀨遙                                        | 板垣瑞生、真木陽子、鈴木梨央、 藤岡靛、壇蜜、鈴木亮平、 渡邊惠理、柄本明、藤原龍也等           | 網頁 （页面存档备份，存于） |                                                             | 06.96%            |
| 03月25日 \| 03月26日 | 21時00分 \|          | 六至日   | 一個都不留 そして誰もいなくなった                                                                           | 02    | EX       | 仲間由紀惠                                    | 向井理、柳葉敏郎、余貴美子、 國村隼、藤真利子、橋爪功、 大地真央、津川雅彥、渡瀨恒彥等         | 網頁 （页面存档备份，存于） |                                                             | 0                 |
| 01月14日 \| 02月04日 | 22時00分 \| 23時00分 | 六       | 今天也是吉日                                                                                                | 04    | [ 3 ]    | 比嘉愛未                                      | 長谷川京子、渡邊大、石橋蓮司、 速水直道、船越英一郎、大石吾朗、 石井正則、安倍萌生、八千草薰等 | 網頁 （页面存档备份，存于） |                                                             |                   |
| 03月25日 \| 04月22日 | 22時00分 \| 23時00分 | 六       | 北斗 -某殺人者的回心-                                                                                       | 05    | [ 3 ]    | 中山優馬                                      | 、村上淳、中村優子、 伊藤沙莉、二階堂智、根岸季衣、 山田杏奈、嶋田久作、宮本信子等             | 網頁 （页面存档备份，存于） |                                                             |                   |
| 02月04日 \| 02月25日 | 23時00分 \| 23時45分 | 六       | 空想大河劇 小田信夫 空想大河ドラマ 小田信夫                                                                 | 04    | NHK      | 堀內健                                        | 名倉潤、原田泰造、小西真奈美等                                                                 | 網頁 （页面存档备份，存于） |                                                             | 0                 |
| 上一季 \| 01月28日   | 23時40分 \| 24時35分 | 六       | Retake 穿越時空的感受 リテイク 時をかける想い                                                               | 08    | CX       | 筒井道隆                                      | 成海璃子、淺野溫子、敦士、 小野乃乃香、木下鳳華等                                              | 網頁 （页面存档备份，存于） |                                                             | 0                 |
| 02月04日 \| 03月25日 | 23時40分 \| 24時35分 | 六       | 白晝的惡魔 真昼の悪魔                                                                                       | 09    | CX       | 田中麗奈                                      | 中村蒼等                                                                                       | 網頁 （页面存档备份，存于） |                                                             | 0                 |
| 01月08日 \| 03月26日 | 00時20分 \| 00時50分 | 日       | 銀與金 銀と金                                                                                               | 012   | TX       | 池松壯亮                                      | 中川雅也、槙田運動、村上淳、 嶋田久作、高月彩良、 大東駿介、柄本明等                           | 網頁 （页面存档备份，存于） | 主：amazarashi 「」                                         |                   |
| 01月22日 \| 07月02日 | 00時35分 \|          | 日       | 豆腐职业摔角 豆腐プロレス                                                                                   | 024   | EX       | 宮脇咲良                                      | 向井地美音、横山由依、松井珠理奈、 兒玉遙、島田晴香、松村香織、 白間美瑠等                     | 網頁 （页面存档备份，存于） |                                                             | 0                 |
| 01月22日 \| 03月12日 | 00時55分 \| 01時25分 | 日       | 男水！ 男水!                                                                                                | 08    | NTV      | 松田凌                                        | 宮崎秋人、安西慎太郎、赤澤燈、 佐藤永典、小澤廉、黑羽麻璃央、 池岡亮介、廣瀨智紀等             | 網頁 （页面存档备份，存于） | 主：UNISON SQUARE GARDEN 「Silent Libre Mirage」            | 0                 |
| 01月08日 \| 下一季   | 20時00分 \| 20時45分 | 日       | 女城主 直虎 おんな城主 直虎                                                                                 | 050   | NHK      | 柴崎幸                                        | 三浦春馬、高橋一生、財前直見、 貫地谷栞、柳樂優彌、菜菜緒、 杉本哲太、淺丘琉璃子、小林薰等     | 網頁                        |                                                             |                   |
| 01月08日 \| 03月12日 | 21時00分 \| 22時00分 | 日       | 大貧窮 大貧乏                                                                                               | 010   | CX       | 小雪                                          | 伊藤淳史、成田凌、內田理央、 神山智洋、瀧藤賢一、奧田瑛二等                                    | 網頁 （页面存档备份，存于） | 主：SOLIDEMO 「Happiness」                                  | 04.91%            |
| 01月15日 \| 03月19日 | 21時00分 \| 21時54分 | 日       | A LIFE〜深愛的人〜 A LIFE〜愛しき人〜                                                                       | 010   | TBS      | 木村拓哉                                      | 竹內結子、松山研一、木村文乃、 菜菜緒、柄本明、田中泯、 小林隆、及川光博、淺野忠信等           | 網頁 （页面存档备份，存于） | 主：B'z 「Still Alive」                                     | 14.52%            |
| 01月08日 \| 02月19日 | 22時00分 \| 22時49分 | 日       | 在女人中的別人 女の中にいる他人                                                                             | 07    | [ 1 ]    | 瀨戶朝香                                      | 尾美利德、石黑賢、木野花、 板谷由夏、甲本雅裕、森岡豐、 西山繭子、中村倫也、彌尋等             | 網頁 （页面存档备份，存于） | 主：手嶌葵 「」                                             |                   |
| 02月26日 \| 03月19日 | 22時00分 \| 22時49分 | 日       | 黑之章〜律師・白井真之介的大災難 黒の章〜弁護士・白井真之介の大災難                                         | 04    | [ 1 ]    | 山本耕史                                      | 小松菜奈、小出惠介、木下鳳華、 佐野日向子、堀部圭亮、大和田伸也、 等                           | 網頁 （页面存档备份，存于） |                                                             |                   |
| 01月08日 \| 02月12日 | 22時00分 \| 23時00分 | 日       | 乐园 楽園                                                                                                   | 06    | [ 3 ]    | 仲間由紀惠                                    | 黑木瞳、夏帆、金子統昭、 松田美由紀、石坂浩二、小林薰等                                        | 網頁 （页面存档备份，存于） |                                                             |                   |
| 02月19日 \| 03月12日 | 22時00分 \| 23時00分 | 日       | 銭形警部 漆黑的犯罪檔案 銭形警部 漆黒の犯罪ファイル                                                         | 04    | [ 3 ]    | 鈴木亮平                                      | 三浦貴大、袴田吉彥、安田顯、 蘆名星、堀部圭亮、原田泰造、 渡邊一惠、渡部篤郎等                 | 網頁 （页面存档备份，存于） |                                                             |                   |
| 03月19日 \| 04月23日 | 22時00分 \| 23時00分 | 日       | 獄之棘 | 06    | [ 3 ]    | 窪田正孝                                      | 小澤征悅、泉谷茂、池田成志、 萩原聖人、野波麻帆、駒木根隆介、 田中要次、有園芳記、等           | 網頁 （页面存档备份，存于） |                                                             |                   |
| 01月22日 \| 03月19日 | 22時30分 \| 23時24分 | 日       | 視覺偵探 日暮旅人 視覚探偵 日暮旅人                                                                         | 09    | NTV      | 松坂桃李                                      | 多部未華子、濱田岳、木南晴夏、 住田萌乃、和田聰宏、宍戸卡芙卡、 上田龍也、木野花、北大路欣也等 | 網頁 （页面存档备份，存于） | 片頭曲：井上陽水 「」 片尾曲：Anly+無限開關 「」            | 09.19%            |
| 01月15日 \| 02月19日 | 23時00分 \| 24時00分 | 日       | 感情8號線                                                                                                   | 06    | CX       | [ 4 ]                                         |                                                                                                | 網頁 （页面存档备份，存于） |                                                             |                   |
| 02月26日 \| 04月30日 | 23時00分 \| 23時45分 | 日       | 火花 | 010   | NHK      | 林遣都                                        | 波岡一喜、門脇麥、好井正雄、 村田秀亮、菜葉菜、山本彩、 染谷將太、田口智朗、小林薰等           | 網頁                        |                                                             | 0                 |

### 特別單元劇
| 播放日期 | 播放時間(JST)        | 星 期 | 中文劇名 日文劇名                                                                                   | 電 視 台 | 演員                  | 演員                                                                                           | 官方 網頁                   | 主題曲 ／插曲               | (加權)平均 收視率 |
| 播放日期 | 播放時間(JST)        | 星 期 | 中文劇名 日文劇名                                                                                   | 電 視 台 | 主演                  | 其他演員                                                                                       | 官方 網頁                   | 主題曲 ／插曲               | (加權)平均 收視率 |
| -------- | -------------------- | ----- | --------------------------------------------------------------------------------------------------- | -------- | --------------------- | ---------------------------------------------------------------------------------------------- | --------------------------- | --------------------------- | ----------------- |
| 01月02日 | 21時00分 \|          | 一    | 陽炎十字路完結編 陽炎の辻 完結編〜居眠り磐音 江戸双紙〜                                             | NHK      | 山本耕史              | 中越典子、川村陽介等                                                                           | 網頁                        |                             |                   |
| 01月02日 | 21時00分 \|          | 一    | 釣魚狂日記 新入社員 濱崎傳助 特別篇 新春ドラマスペシャル 釣りバカ日誌 新入社員 浜崎伝助             | TX       | 濱田岳                | 廣瀨愛麗絲、吹越滿、 葉山獎之、田邊桃子、名高達男、 市毛良枝、伊武雅刀、西田敏行等             | 網頁 （页面存档备份，存于） |                             |                   |
| 01月02日 | 23時20分 \|          | 一    | 孤獨的美食家 正月特別篇～井之頭五郎最長的一天 孤独のグルメ お正月スペシャル〜井之頭五郎の長い一日〜 | TX       | 松重豐                |                                                                                                | 網頁 （页面存档备份，存于） |                             |                   |
| 01月03日 | 19時30分 \|          | 二    | 大岡越前特別篇 BS新春時代劇 大岡越前スペシャル                                                      | [ 1 ]    | 東山紀之              | 勝村政信、米木拉、加藤剛、 松原智惠子、平岳大、津川雅彥等                                      | 網頁 （页面存档备份，存于） |                             |                   |
| 01月03日 | 21時00分 \|          | 二    | 富士家族 2017 富士ファミリー 2017                                                                   | NHK      | 藥師丸博子 小泉今日子 | 、米木拉、吉岡秀隆、 小倉一郎、高橋克實、仲里依紗等                                            | 網頁 （页面存档备份，存于） |                             |                   |
| 01月03日 | 21時00分 \|          | 二    | 獻給你的勛章 君に捧げるエンブレム                                                                   | CX       | 櫻井翔                | 長澤雅美、市原隼人、田中哲司、 小林薰、倍賞美津子、片瀨梨乃、 安藤政信、香川照之等             | 網頁 （页面存档备份，存于） |                             | 08.40%            |
| 01月03日 | 23時30分 \|          | 二    | 東京傷情故事SP～千住之戀～                                                                          | TX       | 吉田鋼太郎            | 高畑充希、片桐仁、福士誠治、 小栗旬、黑木瞳等                                                  | 網頁 （页面存档备份，存于） |                             |                   |
| 01月08日 | 21時00分 \|          | 日    | 幸福的記憶 しあわせの記憶                                                                           | TBS/MBS  | 渡邊謙                | 北川景子、二階堂富美、麻生祐未、 千葉雄大、三浦貴大等                                          | 網頁 （页面存档备份，存于） | 主：Uru 「」                |                   |
| 01月11日 | 01時28分 \| 01時58分 | 三    | 咲-Saki-特別篇 咲-Saki-特別編                                                                       | TBS      | 濱邊美波              | 淺川梨奈、廣田愛佳、古畑星夏、 山田杏奈、菊地麻衣、永尾瑪利亞、 柴田杏花、小篠恵奈、金子理江等 | 網頁 （页面存档备份，存于） | 片頭曲：清澄高校麻將社 「」 |                   |
| 02月10日 | 21時00分 \|          | 五    | 錢形警部 銭形警部                                                                                   | NTV      | 鈴木亮平              | 前田敦子、三浦貴大、袴田吉彥、 渡邊一惠、上川隆也、渡部篤郎等                                  | 網頁 （页面存档备份，存于） |                             | 0                 |
| 03月26日 | 21時00分 \|          | 日    | LEADERS2 LEADERS II                                                                                 | TBS      | 佐藤浩市              | 內野聖陽、東出昌大、吉田榮作、 萩原聖人、高橋和也、緋田康人、 前田敦子、菅野美穗等             | 網頁 （页面存档备份，存于） |                             |                   |
| 03月29日 | 21時00分 \|          | 三    | 森林之花 【ドラマ特別企画】松本清張「花実のない森」                                                 | TX       | 東山紀之              | 中山美穂、小澤征悦、相武紗季、 大和田獏等                                                      | 網頁 （页面存档备份，存于） |                             |                   |

## 2017年春季（四月至六月）
| 播放日期             | 播放時間(JST)        | 逢 星 期 | 中文劇名 日文劇名                                                                       | 集 數 | 電 視 台 | 演員                                         | 演員                                                                                              | 官方 網頁                   | 主題曲 ／插曲                                                              | (加權)平均 收視率 |
| 播放日期             | 播放時間(JST)        | 逢 星 期 | 中文劇名 日文劇名                                                                       | 集 數 | 電 視 台 | 主演                                         | 其他演員                                                                                          | 官方 網頁                   | 主題曲 ／插曲                                                              | (加權)平均 收視率 |
| -------------------- | -------------------- | -------- | --------------------------------------------------------------------------------------- | ----- | -------- | -------------------------------------------- | ------------------------------------------------------------------------------------------------- | --------------------------- | -------------------------------------------------------------------------- | ----------------- |
| 05月01日 \| 07月03日 | 00時40分 \| 01時10分 | 一       | 再見，江成君 サヨナラ、えなりくん                                                       | 010   | EX       | 渡邊麻友                                     | 江成和己、上地春奈、池田成志等                                                                    | 網頁 （页面存档备份，存于） |                                                                            | 0                 |
| 04月03日 \| 下一季   | 08時00分 \| 08時15分 | 一至六   | 雛鳥 ひよっこ                                                                           | 156   | NHK      | 有村架純                                     | 澤村一樹、木村佳乃、羽田美智子、 峯田和伸、柴田理惠、佐久間由衣、 泉澤祐希、松尾諭、古谷一行等    | 網頁                        | 主：桑田佳祐 「」                                                          |                   |
| 04月03日 \| 下一季   | 12時30分 \| 12時50分 | 一至五   | 安寧之鄉 やすらぎの郷                                                                   | 130   | EX       | 石坂浩二                                     | 淺丘琉璃子、有馬稻子、加賀麻里子、 常盤貴子、松岡茉優、風吹純、 野際陽子、藤龍也、八千草薰等      | 網頁 （页面存档备份，存于） | 主：中島美雪 「慕情」                                                      | 0                 |
| 04月17日 \| 06月26日 | 21時00分 \| 21時54分 | 一       | 貴族偵探 貴族探偵                                                                       | 011   | CX       | 相葉雅紀                                     | 武井咲、井川遙、生瀨勝久、 瀧藤賢一、松重豐、中山美穗、 仲間由紀惠等                              | 網頁 （页面存档备份，存于） | 主：嵐 「I'll be there」                                                   | 0                 |
| 04月25日 \| 04月29日 | [ 5 ]                | 二至六   | 帝一之國〜學生街的咖啡店〜 帝一の國〜学生街の喫茶店〜                                   | 05    | CX       | 野村周平 竹內涼真 間宮祥太朗 志尊淳 千葉雄大 | 宮野陽名、安井順平、菅田將暉等                                                                    | 網頁 （页面存档备份，存于） |                                                                            |                   |
| 06月20日 \| 0        | 00時59分 \| 01時29分 | 二       | 機器飯友 孤食ロボット                                                                   | 0     | NTV      | 有岡大貴 八乙女光 高木雄也                   | 三倉茉奈、溫水洋一等                                                                              | 網頁 （页面存档备份，存于） |                                                                            |                   |
| 04月11日 \| 06月13日 | 21時00分 \| 21時54分 | 二       | CRISIS 公安機動搜查隊特搜組 CRISIS 公安機動捜査隊特捜班                                 | 010   | KTV      | 小栗旬                                       | 西島秀俊、野間口徹、新木優子、 田中哲司、石田百合子等                                             | 網頁 （页面存档备份，存于） | 主：Beverly 「I need your love」                                           | 0                 |
| 04月18日 \| 06月20日 | 22時00分 \| 22時54分 | 二       | 其實並不在乎你 あなたのことはそれほど                                                   | 010   | TBS      | 波瑠                                         | 東出昌大、仲里依紗、鈴木伸之等                                                                    | 網頁 （页面存档备份，存于） | 主： 「CQCQ」                                                              | 0                 |
| 04月19日 \| 05月31日 | 01時11分 \| 01時41分 | 三       | Final Fantasy XIV 光之父 ファイナルファンタジーXIV 光のお父さん                         | 07    | TBS      | 千葉雄大                                     | 大杉漣、石野真子、馬場富美香、 南條愛乃、寿美菜子、悠木碧等                                       | 網頁 （页面存档备份，存于） | 片頭曲：GLAY 「the other end of the globe」 片尾曲：SILENT SIREN 「AKANE」 | 0                 |
| 06月07日 \| 06月28日 | 01時11分 \| 01時41分 | 三       | 怪獸倶樂部〜空想特攝青春記〜 怪獣倶楽部〜空想特撮青春記〜                               | 04    | TBS      | 本鄉奏多                                     | 橫濱流星、馬場富美香、矢野聖人、 加藤諒、山口翔悟、柄本時生、 塚地武雅等                          | 網頁 （页面存档备份，存于） | 片頭曲：佐佐木李子「Recollections」 片尾曲： 「GEEKDOM」                   | 0                 |
| 04月12日 \| 06月07日 | 21時00分 \| 21時54分 | 三       | 警視廳搜查一課9係 season12 警視庁捜査一課9係 season12                                   | 0     | EX       | 渡瀨恒彥                                     | 田邊誠一、神尾佑、渡邊一惠、 塚本高史、西田敏行等                                                 | 網頁 （页面存档备份，存于） | 主：V6 「COLORS」                                                          |                   |
| 04月12日 \| 06月14日 | 22時00分 \| 22時54分 | 三       | 成為母親 母になる                                                                       | 010   | NTV      | 澤尻英龍華                                   | 小池榮子、板谷由夏、藤木直人、 道枝駿佑、中島裕翔、風吹純、 淺野和之、高橋瑪莉潤、望月步等        | 網頁 （页面存档备份，存于） | 主：安室奈美惠 「Just You and I」                                          |                   |
| 04月19日 \| 06月21日 | 23時56分 \| 00時26分 | 三       | 三個爸爸 3人のパパ                                                                      | 010   | TBS      | 堀井新太                                     | 山田裕貴、三津谷亮、松井愛莉、 相樂樹、濱田麻里等                                                 | 網頁 （页面存档备份，存于） | 主：KEYTALK 「」                                                           | 0                 |
| 04月13日 \| 05月11日 | 00時59分 \| 01時29分 | 四       | 被哥哥溺愛得好困擾 兄に愛されすぎて困ってます                                             | 05    | NTV      | 土屋太鳳                                     | 片寄涼太、千葉雄大、杉野遙亮、 草川拓彌、大野絲、神尾楓珠、 YOU、近江谷太朗等                     | 網頁 （页面存档备份，存于） |                                                                            | 0                 |
| 05月18日 \| 0        | 00時59分 \| 01時29分 | 四       | 殘酷的觀眾們 残酷な観客達                                                               | 0     | NTV      | 櫸坂46                                       |                                                                                                   | 網頁 （页面存档备份，存于） | 主：櫸坂46 「古怪」                                                        | 0                 |
| 04月13日 \| 0        | 02時10分 \| 02時40分 | 四       | ＆美少女～NEXT GIRL meets Tokyo～                                                       | 0     | CX       | 古畑星夏                                     | 南乃彩希、松風理咲、 大友花戀、淺川梨奈、八木莉可子、 水上京香、恒松祐里、秋月成美等              | 網頁 （页面存档备份，存于） | 主：go!go!vanillas 「」                                                    | 0                 |
| 04月13日 \| 06月22日 | 20時00分 \| 20時54分 | 四       | 警視廳・搜查一課長season2 警視庁・捜査一課長season2                                     | 010   | EX       | 內藤剛志                                     | 田中圭、齊藤由貴、金田明夫、 鈴木裕樹、本田博太郎、床島佳子等                                     | 網頁 （页面存档备份，存于） | 主：GLIM SPANKY 「」                                                       |                   |
| 04月20日 \| 06月15日 | 21時00分 \| 21時54分 | 四       | 紧急审讯室2 緊急取調室（第2シーズン）                                                   | 09    | EX       | 天海祐希                                     | 田中哲司、速水茂虎道、鈴木浩介、 大倉孝二、大杉漣、 小日向文世等                                  | 網頁 （页面存档备份，存于） | 主：AI 「」                                                                |                   |
| 04月13日 \| 06月15日 | 22時00分 \| 22時54分 | 四       | 人100%靠外表 人は見た目が100パーセント                                                  | 010   | CX       | 桐谷美玲                                     | 水川麻美、成田凌、 町田啟太、足立梨花、中尾暢樹、 岡崎紗繪、鈴木浩介、室井滋等                    | 網頁 （页面存档备份，存于） | 主：JY 「」                                                                | 0                 |
| 04月06日 \| 05月25日 | 23時00分 \| 23時29分 | 四       | 世上沒有輕鬆的工作 この世にたやすい仕事はない                                           | 08    | [ 1 ]    | 真野惠里菜                                   | 塚本高史、淺野溫子等                                                                              | 網頁 （页面存档备份，存于） | 主：wacci 「Ah!Oh!」                                                       |                   |
| 06月01日 \| 07月20日 | 23時00分 \| 23時29分 | 四       | 醤汁小姐之戀 ソースさんの恋                                                             | 08    | [ 1 ]    | 米木拉                                       | 千葉雄大、岩崎宏美、栩原樂人、 阿部進之介、萩原農、竹內壽、 田原可南子、杉山英司、松田悟志等      | 網頁 （页面存档备份，存于） |                                                                            |                   |
| 04月06日 \| 06月22日 | 23時59分 \| 24時54分 | 四       | 愛情敗犬向前衝 恋がヘタでも生きてます                                                   | 012   | YTV      | 高梨臨                                       | 田中圭、土村芳、淵上泰史、 內田理央、小關裕太、野波麻帆、 寺脇康文等                              | 網頁 （页面存档备份，存于） | 主：秦基博 「Girl」                                                        | 0                 |
| 04月14日 \| 06月30日 | 01時00分 \| 01時30分 | 五       | 100万日元的女人們 100万円の女たち                                                       | 012   | TX       | 野田洋次郎                                   | 福島莉拉、松井玲奈、我妻三輪子、 武田玲奈、新木優子等                                             | 網頁 （页面存档备份，存于） |                                                                            |                   |
| 04月14日 \| 0        | 01時29分 \|          | 五       | 架空OL日記                                                                              | 0     | YTV      |                                              | 夏帆、臼田麻美、佐藤玲、 山田真步等                                                               | 網頁 （页面存档备份，存于） | 主：吉澤嘉代子 「」                                                        | 0                 |
| 04月07日 \| 05月26日 | 20時00分 \| 20時43分 | 五       | 立花登青春筆錄2 立花登青春手控え2                                                       | 08    | [ 1 ]    | 溝端淳平                                     | 平祐奈、石黑賢、正名僕藏、 槙田運動、波岡一喜、鷲尾真知子、 宮崎美子、古谷一行等                  | 網頁 （页面存档备份，存于） |                                                                            |                   |
| 04月21日 \| 06月16日 | 20時00分 \| 20時54分 | 五       | 釣魚狂日記 Season2新手社員 濱崎傳助 釣りバカ日誌 Season2新米社員 浜崎伝助               | 08    | TX       | 濱田岳                                       | 廣瀨愛麗絲、吹越滿、 葉山獎之、田邊桃子、名高達男、 市毛良枝、伊武雅刀、西田敏行等                | 網頁 （页面存档备份，存于） |                                                                            | 0                 |
| 04月14日 \| 06月02日 | 22時00分 \| 22時49分 | 五       | 椿文具店～鎌倉代筆物語～ ツバキ文具店〜鎌倉代書屋物語〜                                 | 08    | NHK      | 多部未華子                                   | 高橋克典、上地雄輔、片瀨那奈、 江波杏子、奥田瑛二等                                               | 網頁 （页面存档备份，存于） | 主：絢香 「」                                                              | 0                 |
| 06月23日 \| 08月04日 | 22時00分 \| 22時49分 | 五       | 毛毯貓 ブランケット・キャッツ                                                           | 07    | NHK      | 西島秀俊 吉瀨美智子                          | 島崎遙香、唐田英里佳、酒井美紀、 美保純等                                                         | 網頁 （页面存档备份，存于） |                                                                            | 0                 |
| 04月14日 \| 06月16日 | 22時00分 \| 22時54分 | 五       | 反轉 リバース                                                                           | 010   | TBS      | 藤原龍也                                     | 戶田惠梨香、玉森裕太、小池徹平、 三浦貴大、門脇麥、市原隼人、 YOU、志賀廣太郎、武田鐵矢等         | 網頁 （页面存档备份，存于） | 主：香奈兒 「Destiny」                                                     | 0                 |
| 04月21日 \| 06月09日 | 23時15分 \| 24時15分 | 五       | 女囚Seven 女囚セブン                                                                    | 08    | EX       | 剛力彩芽                                     | 山口紗彌加、特林德爾·玲奈、平岩紙、 橋本愛實、木野花、安達祐實、 高嶋政伸、永野宗典、田村健太郎等 | 網頁 （页面存档备份，存于） | 主： 「毒花」                                                              | 0                 |
| 04月08日 \| 07月01日 | 00時12分 \| 00時52分 | 六       | 孤獨的美食家 Season 6 孤独のグルメ Season6                                              | 012   | TX       | 松重豐                                       |                                                                                                   | 網頁 （页面存档备份，存于） |                                                                            |                   |
| 04月01日 \| 04月02日 | [ 6 ]                | 六至日   | 思想錄                                                                                  | 02    | TX       | 大本彩乃 樫野有香 西脇綾香                   | 勝村政信、 古館寬治、大島蓉子等                                                                   | 網頁 （页面存档备份，存于） | 片尾曲：吉田拓郎 「」                                                      |                   |
| 04月08日 \| 06月24日 | 00時52分 \| 01時23分 | 六       | SR 埼玉說唱歌手～麥克風細道～ SR サイタマノラッパー〜マイクの細道〜                     | 011   | TX       |                                              | 駒木根隆介、水澤紳吾、奥野瑛太、 皆川猿時、山本舞香等                                             | 網頁 （页面存档备份，存于） | 片頭曲：RHYMESTER 「」 片尾曲：我念歌詞呆呆的 「」                         |                   |
| 05月13日 \| 07月01日 | 18時05分 \| 18時43分 | 六       | 澪之料理帖 みをつくし料理帖                                                             | 08    | NHK      | 黑木華                                       | 森山未來、永山絢斗、成海璃子、 柳下大、麻生祐未、萩原聖人、 國廣富之、安田成美、小日向文世等      | 網頁 （页面存档备份，存于） |                                                                            | 0                 |
| 04月08日 \| 05月20日 | 20時15分 \| 20時43分 | 六       | 4號警備 4号警備                                                                         | 07    | NHK      | 窪田正孝 北村一輝                            | 阿部純子、濱田麻里、高木渉、 神戸浩、久保田紗友、麿赤兒、 木村多江、片岡鶴太郎、賀來賢人等        | 網頁                        |                                                                            | 0                 |
| 04月15日 \| 04月16日 | 21時00分 \|          | 六至日   | 女人的勳章 女の勲章                                                                     | 02    | CX       | 松嶋菜菜子                                   | 玉木宏、米木拉、相武紗季、 木南晴夏、小澤征悅、淺野裕子、 駿河太郎、江波杏子、長塚京三等          | 網頁 （页面存档备份，存于） | 主：藥師丸博子 「追憶」                                                    |                   |
| 04月15日 \| 06月17日 | 22時00分 \| 22時54分 | 六       | 我命中注定的人 ボク、運命の人です。                                                     | 010   | NTV      | 龜梨和也                                     | 木村文乃、山下智久、菜菜緒、 澤部佑、杉本哲太、石野真子、 田邊誠一、大倉孝二、渡邊江里子等        | 網頁                        | 主： 「」                                                                  | 0                 |
| 06月17日 \| 07月15日 | 22時00分 \| 23時00分 | 六       | 宮澤賢治的餐桌                                                                          | 05    | [ 3 ]    | 鈴木亮平                                     | 石橋杏奈、山崎育三郎、市川實日子、 柳澤慎吾、岡山一、竹財輝之助、 井之脇海、犬飼直樹、神野三鈴等  | 網頁 （页面存档备份，存于） |                                                                            |                   |
| 04月08日 \| 05月27日 | 23時40分 \| 24時35分 | 六       | 犯罪症候群 Season1                                                                      | 08    | CX       | 玉山鐵二                                     | 谷原章介、渡部篤郎等                                                                              | 網頁 （页面存档备份，存于） |                                                                            | 0                 |
| 06月03日 \| 07月22日 | 23時40分 \| 24時35分 | 六       | 屋頂裡的戀人 屋根裏の恋人                                                               | 08    | CX       | 石田光                                       | 今井翼等                                                                                          | 網頁 （页面存档备份，存于） |                                                                            | 0                 |
| 04月09日 \| 07月02日 | 00時20分 \| 00時50分 | 日       | 按摩偵探 マッサージ探偵ジョー                                                           | 012   | TX       | 中丸雄一                                     | 小芝風花、和田正人、小澤征悅、 倍賞美津子、與座嘉秋、三河悠冴等                                   | 網頁 （页面存档备份，存于） | 主： 「」                                                                  |                   |
| 上一季 \| 下一季     | 20時00分 \| 20時45分 | 日       | 女城主 直虎 おんな城主 直虎                                                             | 050   | NHK      | 柴崎幸                                       | 三浦春馬、高橋一生、財前直見、 貫地谷栞、柳樂優彌、菜菜緒、 杉本哲太、淺丘琉璃子、小林薰等        | 網頁                        |                                                                            | 0                 |
| 04月16日 \| 06月18日 | 21時00分 \| 21時54分 | 日       | 小巨人 小さな巨人                                                                       | 010   | TBS      | 長谷川博己                                   | 岡田將生、芳根京子、春風亭昇太、 安田顯、駿河太郎、木場勝己、 手塚通、龍星涼、香川照之等          | 網頁 （页面存档备份，存于） | 主：平井堅 「」                                                            | 0                 |
| 04月23日 \| 06月25日 | 21時00分 \| 22時00分 | 日       | 櫻子小姐的腳下埋著屍體 櫻子さんの足下には死体が埋まっている                             | 010   | CX       | 觀月亞里莎                                   | 藤谷太輔、新川優愛、高嶋政宏、 上川隆也等                                                         | 網頁 （页面存档备份，存于） | 主：Kis-My-Ft2 「PICK IT UP」 片尾曲：BuZZ 「LEAN ON ME」                  | 0                 |
| 04月02日 \| 05月21日 | 22時00分 \| 22時49分 | 日       | PTA爺爺！ PTAグランパ!                                                                  | 08    | [ 1 ]    | 松平健                                       | 安達祐實、真飛聖、長谷川朝晴、 佐佐木勝彥、中原丈雄、淺田美代子等                                 | 網頁 （页面存档备份，存于） |                                                                            |                   |
| 05月28日 \| 07月02日 | 22時00分 \| 22時59分 | 日       | 十字路口～聽不到聲音看不到形態～ 特集ドラマ「クロスロード～声なきに聞き形なきに見よ～」 | 06    | [ 1 ]    | 館廣                                         | 栗山千明、高島禮子、中村玉緒、 竹中直人、勝野洋、神田穰、 平泉成、神田正輝等                      | 網頁 （页面存档备份，存于） |                                                                            |                   |
| 04月30日 \| 05月28日 | 22時00分 \| 23時00分 | 日       | 社長室之冬 ‒獲得巨大報社的男人‒                                                         | 05    | [ 3 ]    | 三上博史                                     | 福士誠治、北乃紀伊、夏綠蒂、 小市慢太郎、渡邊一惠、中村敦夫、 南沢奈央、原日出子、笹野高史等      | 網頁 （页面存档备份，存于） |                                                                            |                   |
| 06月11日 \| 07月02日 | 22時00分 \| 23時00分 | 日       | 犯罪症候群 Season2                                                                      | 04    | [ 3 ]    | 谷原章介                                     | 玉山鐵二、渡部篤郎等                                                                              | 網頁 （页面存档备份，存于） |                                                                            |                   |
| 04月23日 \| 06月25日 | 22時30分 \| 23時24分 | 日       | 科學怪人之戀 フランケンシュタインの恋                                                   | 010   | NTV      | 綾野剛                                       | 二階堂富美、柳樂優彌、川榮李奈、 新井浩文、光石研、柄本明等                                       | 網頁 （页面存档备份，存于） | 主：RADWIMPS 「」                                                          | 0                 |

### 特別單元劇
| 播放日期 | 播放時間(JST)        | 星 期 | 中文劇名 日文劇名                                                                                          | 電 視 台 | 演員                                                | 演員                                                                                         | 官方 網頁                   | 主題曲 ／插曲               | (加權)平均 收視率 |
| 播放日期 | 播放時間(JST)        | 星 期 | 中文劇名 日文劇名                                                                                          | 電 視 台 | 主演                                                | 其他演員                                                                                     | 官方 網頁                   | 主題曲 ／插曲               | (加權)平均 收視率 |
| -------- | -------------------- | ----- | --- | -------- | --------------------------------------------------- | -------------------------------------------------------------------------------------------- | --------------------------- | --------------------------- | ----------------- |
| 04月02日 | 21時00分 \|          | 日    | 人性的证明 人間の証明                                                                                      | EX       | 藤原龍也                                            | 緒形直人、宅麻伸、堀井新太、 中原丈雄、草笛光子、鈴木京香等                                  | 網頁 （页面存档备份，存于） | 主：EXILE ATSUSHI&Char 「」 | 08.40%            |
| 04月12日 | 21時00分 \|          | 三    | 破獄 【テレビ東京開局記念日 ドラマ特別企画】 破獄                                                          | TX       | 北野武                                              | 山田孝之、松重豐、寺島進、 渡邊一惠、中村蒼、池内博之、 勝村政信、橋爪功、吉田羊等           | 網頁 （页面存档备份，存于） |                             | 06.90%            |
| 04月17日 | 19時00分 \| 19時59分 | 一    | 別嬪小姐特別劇「戀愛中百貨公司」 べっぴんさん スペシャルドラマ「恋する百貨店」                             | [ 1 ]    | 夙川阿童木                                          | 瀧裕可里、百田夏菜子、土村芳、 田中要次、平岡祐太、伊武雅刀、 谷村美月、永山絢斗、芳根京子等 | 網頁                        |                             |                   |
| 04月29日 | 21時00分 \| 23時10分 | 六    | 世界奇妙物語2017 春之特別篇 世にも奇妙な物語'17 春の特別編                                                 | CX       | 菅田將暉 遠藤憲一 瀧藤賢一 渡邊劍 中條彩未 永作博美 |                                                                                              | 網頁 （页面存档备份，存于） |                             | 10.60%            |
| 05月06日 | 20時00分 \| 20時43分 | 六    | 別嬪小姐特別篇「難忘的失去事物〜Yosoro一天〜」 べっぴんさん特別編「忘れられない忘れ物〜ヨーソローの1日〜」 | [ 1 ]    |                                                     |                                                                                              | 網頁                        |                             |                   |
| 05月26日 | 21時00分 \| 22時54分 | 五    | 歸來的賣房女子 帰ってきた家売るオンナ                                                                      | NTV      | 北川景子                                            | 工藤阿須加、千葉雄大、井本絢子、 鈴木裕樹、本多力、仲村亨、 草川拓彌、梶原善、笑福亭鶴瓶等   | 網頁 （页面存档备份，存于） |                             | 0                 |

## 2017年夏季（七月至九月）
| 播放日期             | 播放時間(JST)        | 逢 星 期 | 中文劇名 日文劇名                                                                                       | 集 數 | 電 視 台 | 演員                | 演員                                                                                                  | 官方 網頁                   | 主題曲 ／插曲                                             | (加權)平均 收視率 |
| 播放日期             | 播放時間(JST)        | 逢 星 期 | 中文劇名 日文劇名                                                                                       | 集 數 | 電 視 台 | 主演                | 其他演員                                                                                              | 官方 網頁                   | 主題曲 ／插曲                                             | (加權)平均 收視率 |
| -------------------- | -------------------- | -------- | --- | ----- | -------- | ------------------- | --- | --------------------------- | --------------------------------------------------------- | ----------------- |
| 上一季 \| 09月30日   | 08時00分 \| 08時15分 | 一至六   | 雛鳥 ひよっこ                                                                                           | 156   | NHK      | 有村架純            | 竹內涼真、佐藤仁美、島崎遙香、 谷井一郎、磯村勇斗、伊藤沙莉、 佐佐木藏之介、白石加代子、宮本信子等    | 網頁                        | 主：桑田佳祐 「」                                         |                   |
| 上一季 \| 09月29日   | 12時30分 \| 12時50分 | 一至五   | 安寧之鄉 やすらぎの郷                                                                                   | 130   | EX       | 石坂浩二            | 淺丘琉璃子、有馬稻子、加賀麻里子、 常盤貴子、松岡茉優、風吹純、 野際陽子、藤龍也、八千草薰等          | 網頁 （页面存档备份，存于） | 主：中島美雪 「慕情」                                     | 0                 |
| 07月17日 \| 09月18日 | 21時00分 \| 21時54分 | 一       | 空中急診英雄 3rd season コード・ブルー -ドクターヘリ緊急救命- 3rd season                                | 010   | CX       | 山下智久            | 新垣結衣、戶田惠梨香、淺利陽介、 比嘉愛未、成田凌、有岡大貴、 新木優子、安藤政信、椎名桔平等          | 網頁 （页面存档备份，存于） | 主：Mr.Children 「HANABI」                                | 14.63%            |
| 09月19日 \| 0        | 00時00分 \|          | 二       | 預兆 散步侵略者 予兆 散歩する侵略者                                                                     | 05    | [ 3 ]    | 夏帆                | 染谷將太、東出昌大、中村映里子、 安井順平、石橋桂、 渡邊真起子、大杉漣等                              | 網頁 （页面存档备份，存于） |                                                           | 0                 |
| 09月19日 \| 0        | 00時59分 \| 01時29分 | 二       | 我的房間                                                                                                | 0     | NTV      | 菊池風磨            | | 網頁 （页面存档备份，存于） |                                                           | 0                 |
| 07月04日 \| 0        | 03時10分 \|          | 二       | FIVE~型男5人組 ファイブ                                                                                 | 0     | CX       | 佐藤流司            | 黑羽麻璃央、松岡廣大、西井幸人、 根岸拓哉、淺川梨奈、戶谷公人、 岡本杏理、水田航生、加彌乃等          | 網頁 （页面存档备份，存于） | 主：5 with T.M 「學園天國」                               | 0                 |
| 07月18日 \| 09月19日 | 21時00分 \| 21時54分 | 二       | 我們做了 僕たちがやりました                                                                             | 010   | KTV      | 窪田正孝            | 永野芽郁、新田真劍佑、間宮祥太朗、 葉山獎之、川榮李奈、今野浩喜、 水川麻美、三浦翔平、板尾創路等      | 網頁 （页面存档备份，存于） | 主：DISH// 「」                                           | 0                 |
| 07月18日 \| 09月19日 | 22時00分 \| 22時54分 | 二       | 神奈小姐！ カンナさーん!                                                                                | 010   | TBS      | 渡邊直美            | 要潤、山口紗彌加、工藤阿須加、 特林德爾·玲奈、大河原次郎、川原瑛都、 遠山俊也、朝加真由美、齊藤由貴等 | 網頁 （页面存档备份，存于） | 主：AI 「」                                               | 0                 |
| 07月05日 \| 0        | 01時28分 \| 01時58分 | 三       | 真的要去航海 マジで航海してます。                                                                       | 0     | TBS      | 武田玲奈 飯豐萬理江 | 櫻田通、勇翔、井澤勇貴、 池本啓太、岡田浩暉、岩井堂聖子、 温水洋一、堀部圭亮、三原大樹等              | 網頁 （页面存档备份，存于） | 主：BOYS AND MEN 「」                                     | 0                 |
| 08月16日 \| 0        | 01時28分 \| 01時58分 | 三       | 伊藤君 A to E 伊藤くん A to E                                                                           | 08    | TBS      | 木村文乃            | 佐佐木希、志田未來、池田依來沙、 夏帆、田中圭、中村倫也、 山田裕貴等                                  | 網頁 （页面存档备份，存于） | 主： 「Pain, Pain Go Away」                               | 0                 |
| 07月12日 \| 09月13日 | 21時00分 \| 21時54分 | 三       | 刑警七人3 刑事7人3                                                                                      | 010   | EX       | 東山紀之            | 北大路欣也、高嶋政宏、片岡愛之助、 塚本高史、倉科佳奈、吉田鋼太郎等                                   | 網頁 （页面存档备份，存于） |                                                           |                   |
| 07月12日 \| 09月13日 | 22時00分 \| 23時00分 | 三       | 過度保護的加穗子 過保護のカホコ                                                                         | 010   | NTV      | 高畑充希            | 黑木瞳、時任三郎、竹内涼真、 三田佳子、西岡德馬、佐藤二朗、 中島博子、西尾麻里、夙川與務等            | 網頁 （页面存档备份，存于） | 主：星野源 「Family Song」                                | 0                 |
| 07月19日 \| 09月27日 | 23時56分 \| 24時26分 | 三       | 深海魚男 わにとかげぎす                                                                                 | 010   | TBS      | 有田哲平            | 本田翼、賀來賢人、吉村界人、 淵上泰史、村上淳、光石研、 DOTAMA、ACE等                                 | 網頁 （页面存档备份，存于） | 主：TOKIO 「」                                            | 0                 |
| 07月27日 \| 08月24日 | 03時05分 \| 03時15分 | 四       | 瑟西爾男孩 セシルボーイズ                                                                               | 05    | CX       | 中田圭祐            | 遠藤史也、水石亞飛夢、井上翔太、 宮澤冰魚等                                                           | 網頁 （页面存档备份，存于） | 主： 「」                                                 |                   |
| 07月20日 \| 0        | 02時10分 \| 02時40分 | 四       | Love or Not                                                                                             | 0     | CX       | 山下健二郎          | 本假屋唯香、町田啓太、淺見麗奈、 八木將康、水澤惠麗奈、泉谷茂、 橘健知等                              | 網頁 （页面存档备份，存于） | 主：Leola 「Mr.Right」                                    | 0                 |
| 08月03日 \| 0        | 02時40分 \| 0        | 四       | 将棋飯 将棋めし                                                                                         | 0     | CX       | 内田理央            | 上遠野太洸、稻葉友等                                                                                  | 網頁 （页面存档备份，存于） |                                                           | 0                 |
| 07月13日 \| 09月14日 | 20時00分 \| 20時54分 | 四       | 遺留搜查4 遺留捜査（第4シリーズ）                                                                       | 09    | EX       | 上川隆也            | 栗山千明、戶田惠子、永井大、 和泉崇司、宮崎香蓮、甲本雅裕、 段田安則等                                | 網頁 （页面存档备份，存于） | 主：小田和正 「」                                         | 0                 |
| 07月20日 \| 09月14日 | 21時00分 \| 22時00分 | 四       | 黑革記事本 黒革の手帖                                                                                   | 08    | EX       | 武井咲              | 江口洋介、仲里依紗、瀧藤賢一、 和田正人、内藤理沙、高嶋政伸、 真矢美季、高畑淳子、奥田瑛二等          | 網頁 （页面存档备份，存于） | 主：福山雅治 「」                                         | 0                 |
| 07月13日 \| 09月07日 | 22時00分 \| 23時00分 | 四       | 瑟西爾的企圖 セシルのもくろみ                                                                           | 09    | CX       | 真木陽子            | 吉瀨美智子、伊藤步、金子統昭、 小野百合子、藤澤惠麻、德井義實、 長谷川京子、板谷由夏、中川雅也等      | 網頁 （页面存档备份，存于） | 主： 「TAKE MY HAND」                                     | 0                 |
| 07月06日 \| 09月14日 | 23時59分 \| 24時54分 | 四       | 腦內智慧型手機人類 脳にスマホが埋められた!                                                              | 011   | YTV      | 伊藤淳史            | 新川優愛、岸谷五朗、岡田龍太郎、 野村麻純、 中川知香、新田祐里子等                                    | 網頁 （页面存档备份，存于） | 主：三浦大知 「U」                                        | 0                 |
| 07月14日 \| 0        | 01時00分 \| 01時30分 | 五       | 偸閒上班族甘太朗 さぼリーマン甘太朗                                                                     | 0     | TX       | 尾上松也            | 皆川猿時、石川戀等                                                                                    | 網頁 （页面存档备份，存于） | 片尾曲： 「」                                             |                   |
| 08月04日 \|          | 20時00分 \| 20時43分 | 五       | 傳七捕物帳2 伝七捕物帳2                                                                                 | 08    | [ 1 ]    | 中村梅雀            | 田中美佐子、徳重聰、上遠野太洸、 孟加拉、小芝風花、風見慎吾、 大塚千弘、松平健等                      | 網頁 （页面存档备份，存于） | 主：一青窈 「」                                           |                   |
| 07月21日 \| 09月15日 | 20時00分 \| 20時54分 | 五       | 警視廳零係〜生活安全課也是諮詢室〜 SECOND SEASON 警視庁ゼロ係〜生活安全課なんでも相談室〜 SECOND SEASON | 08    | TX       | 小泉孝太郎          | 松下由樹、安達祐實、木下隆行、 加藤茶、石丸謙二郎、六角慎司、 岸明日香、大杉漣、若村麻由美等          | 網頁 （页面存档备份，存于） | 主：無限開關 「」                                         | 0                 |
| 09月15日 \| 11月17日 | 22時00分 \| 22時49分 | 五       | 為你而聲 この声をきみに                                                                                 | 08    | NHK      | 竹野内豊            | 麻生久美子、米木拉、堀内敬子、 松岡充、大原櫻子、趣里、 戸塚祥太、永瀬匠、平泉成等                    | 網頁 （页面存档备份，存于） |                                                           | 0                 |
| 07月14日 \| 09月15日 | 22時00分 \| 22時54分 | 五       | 偵探物語 ハロー張りネズミ                                                                               | 010   | TBS      | 瑛太                | 深田恭子、森田剛、中岡創一、 蒼井優、中川雅也、片山萌美、 山口智子等                                  | 網頁 （页面存档备份，存于） | 主：SOIL&"PIMP"SESSIONS feat. 野田洋次郎 「」             | 0                 |
| 07月28日 \| 09月01日 | 23時15分 \| 24時15分 | 五       | 藍野婚姻介紹所 あいの結婚相談所                                                                         | 06    | EX       | 山崎育三郎          | 高梨臨、中尾暢樹、山賀琴子、 前田美波里、鹿賀丈史等                                                   | 網頁 （页面存档备份，存于） | 主：山崎育三郎 「Congratulations」 「」                   | 0                 |
| 07月22日 \|          | 00時12分 \| 00時52分 | 六       | 下北澤Die Hard 下北沢ダイハード                                                                         | 0     | TX       |                     | 古田新太、小池榮子等                                                                                  | 網頁 （页面存档备份，存于） | 片頭曲：凜冽時雨 「DIE meets HARD」 片尾曲： 「Shoes」    | 0                 |
| 07月22日 \| 0        | 00時52分 \| 01時23分 | 六       | DEAD STOCK デッドストック〜未知への挑戦〜                                                               | 0     | TX       | 村上虹郎            | 早見朱莉、田中哲司、筒井真理子、 中村優子等                                                           | 網頁 （页面存档备份，存于） | 片頭曲：AKLO×JAY'ED 「Different Man」 片尾曲：UA 「Moor」 |                   |
| 07月15日 \| 0        | 18時05分 \| 18時43分 | 六       | 小悅〜昭和沒用的爸爸愛情故事〜 悦ちゃん〜昭和駄目パパ恋物語〜                                           | 08    | NHK      | 中山裕介            | 門脇麥、石田妮可、平尾菜菜花、 大島蓉子、相島一之、 矢野聖人、堀內敬子、村川繪梨等                    | 網頁                        |                                                           | 0                 |
| 09月23日 \|          | 18時05分 \| 18時43分 | 六       | 戰國快跑女高中生 アシガール                                                                             | 012   | NHK      | 黑島結菜            | 健太郎、松下優也、友坂理惠、 川榮李奈、石黑賢、伊勢尾形等                                             | 網頁 （页面存档备份，存于） |                                                           | 0                 |
| 09月02日 \| 0        | 20時15分 \| 20時43分 | 六       | 植木等與熱衷的博多人 植木等とのぼせもん                                                                 | 08    | NHK      | 山本耕史            | 志尊淳、山内圭哉、濱野謙太、 武田玲奈、中島歩、 勝村政信、優香、伊東四朗等                            | 網頁 （页面存档备份，存于） |                                                           | 0                 |
| 07月08日 \| 09月16日 | 22時00分 \| 22時54分 | 六       | 我的彆腳丈夫 ウチの夫は仕事ができない                                                                   | 010   | NTV      | 錦戶亮              | 松岡茉優、佐藤隆太、壇蜜、 藪宏太、井本絢子、等                                                       | 網頁 （页面存档备份，存于） | 主：關西傑尼斯8 「」                                      | 0                 |
| 08月12日 \| 0        | 22時00分 \| 23時00分 | 六       | Plage～稍微不良的合租公寓～ プラージュ 〜訳ありばかりのシェアハウス〜                                   | 05    | [ 3 ]    | 星野源              | 仲里依紗、眞島秀和、中村友理、 澀川清彥、菅止戈男、石田百合子等                                       | 網頁 （页面存档备份，存于） |                                                           |                   |
| 08月05日 \| 09月30日 | 23時40分 \| 24時35分 | 六       | 豬籠草之夢 ウツボカズラの夢                                                                             | 08    | CX       | 志田未來            | 大塚寧寧、國生小百合、松本利夫、 羽場裕一、松原智惠子等                                               | 網頁 （页面存档备份，存于） | 主：SPYAIR 「MIDNIGHT」                                   | 0                 |
| 07月09日 \|          | 00時20分 \| 00時50分 | 日       | 富士居酒屋 居酒屋ふじ                                                                                   | 0     | TX       | 永山絢斗 大森南朋   | 飯豐萬理江、立石涼子、諏訪太朗、 平田敦子、余貴美子、中村元氣、 村上淳等                              | 網頁 （页面存档备份，存于） | 主：齊藤和義 「I'm a Dreamer」 片尾曲： 「」              |                   |
| 上一季 \| 下一季     | 20時00分 \| 20時45分 | 日       | 女城主 直虎 おんな城主 直虎                                                                             | 050   | NHK      | 柴崎幸              | 三浦春馬、高橋一生、財前直見、 貫地谷栞、柳樂優彌、菜菜緒、 杉本哲太、淺丘琉璃子、小林薰等            | 網頁                        |                                                           | 0                 |
| 07月09日 \| 09月10日 | 21時00分 \| 22時00分 | 日       | 警視廳生物係 警視庁いきもの係                                                                           | 010   | CX       | 渡部篤郎            | 橋本環奈、三浦翔平、長谷川朝晴、 石川戀、清原翔、 寺島進、淺野溫子等                                  | 網頁 （页面存档备份，存于） | 主：超特急 「My Buddy」                                   | 0                 |
| 07月09日 \| 09月17日 | 21時00分 \| 22時00分 | 日       | 對不起，我愛你 ごめん、愛してる                                                                         | 010   | TBS      | 長瀨智也            | 吉岡里帆、坂口健太郎、大西禮芳、 山路和弘、草村禮子、六角精兒、 池脇千鶴、中村梅雀、大竹忍等          | 網頁 （页面存档备份，存于） | 主：宇多田光 「Forevermore」                              |                   |
| 07月09日 \| 08月27日 | 22時00分 \| 22時49分 | 日       | 定年女子                                                                                                | 08    | [ 1 ]    | 南果步              | 山口祐一郎、草刈民代、清水美智子、 石野真子、町田啓太、山下莉緒、 高野志穗子、寺脇康文、草笛光子等    | 網頁 （页面存档备份，存于） | 主：竹內瑪莉亞 「」                                       | 0                 |
| 09月03日 \| 10月22日 | 22時00分 \| 22時49分 | 日       | 全力失蹤 全力失踪                                                                                       | 08    | [ 1 ]    | 原田泰造            | 、勝村政信、鈴木梨央、 手塚通、辻萬長、江波杏子等                                                     | 網頁 （页面存档备份，存于） |                                                           |                   |
| 07月09日 \| 09月03日 | 22時00分 \| 23時00分 | 日       | 彬與瑛 アキラとあきら                                                                                   | 09    | [ 3 ]    | 向井理 齋藤工       | 小泉孝太郎、田中麗奈、賀來賢人、 木下鳳華、堀部圭亮、松重豐、 瀧本美織、永島敏行、石丸幹二等          | 網頁 （页面存档备份，存于） |                                                           | 0                 |
| 09月24日 \| 10月22日 | 22時00分 \| 23時00分 | 日       | 沉默法庭                                                                                                | 05    | [ 3 ]    | 永作博美            | 市原隼人、田中哲司、杉本哲太、 大倉孝二、臼田麻美、甲本雅裕、 北村總一朗、藤本泉、金田明夫等          | 網頁 （页面存档备份，存于） |                                                           |                   |
| 07月02日 \| 07月09日 | 22時30分 \| 23時25分 | 日       | 寬鬆世代又怎樣 純米吟釀純情篇 ゆとりですがなにか 純米吟醸純情編                                         | 02    | NTV      | 岡田將生            | 松坂桃李、柳樂優彌、安藤櫻、 太賀、島崎遙香、蒼井優、 清野菜名、鈴木正幸、梅澤昌代等                  | 網頁 （页面存档备份，存于） |                                                           | 0                 |
| 07月16日 \| 09月17日 | 22時30分 \| 23時25分 | 日       | 曾愛過，有秘密的 愛してたって、秘密はある。                                                             | 010   | NTV      | 福士蒼汰            | 川口春奈、鈴木保奈美、堀部圭亮、 賀來賢人、遠藤憲一、岡江久美子、 山本未來、矢柴俊博、鈴木浩介等      | 網頁 （页面存档备份，存于） | 主：家入里歐 「」                                         | 0                 |

### 特別單元劇
| 播放日期 | 播放時間(JST)        | 星 期 | 中文劇名 日文劇名                                                          | 電 視 台 | 演員            | 演員                                                                                             | 官方 網頁                   | 主題曲 ／插曲                                     | (加權)平均 收視率 |
| 播放日期 | 播放時間(JST)        | 星 期 | 中文劇名 日文劇名                                                          | 電 視 台 | 主演            | 其他演員                                                                                         | 官方 網頁                   | 主題曲 ／插曲                                     | (加權)平均 收視率 |
| -------- | -------------------- | ----- | -------------------------------------------------------------------------- | -------- | --------------- | ------------------------------------------------------------------------------------------------ | --------------------------- | ------------------------------------------------- | ----------------- |
| 07月05日 | 21時00分 \|          | 三    | 檢證搜查                                                                   | TX       | 仲村亨          | 栗山千明、和田正人、平岡祐太、 深水元基、高橋光臣、野間口徹、 忍成修吾、中村靖日、堀部圭亮等     | 網頁 （页面存档备份，存于） |                                                   |                   |
| 07月21日 | 21時00分 \|          | 五    | 我們的勇氣 未成年都市2017 ぼくらの勇気 未満都市2017                        | NTV      | 堂本光一 堂本剛 | 矢田亞希子、小原裕貴、道枝駿佑、 早見朱莉、千葉雄大、久世星佳、 飯田基祐、山口馬木也、山内圭哉等 | 網頁 （页面存档备份，存于） | 主：近畿小子 「被愛不如去愛」 插：（堂本剛） 「」 |                   |
| 08月12日 | 19時30分 \| 20時43分 | 六    | 1942年Playball 1942年のプレイボール                                        | NHK      | 太賀            | 勝地涼、忽那汐里、齊藤嘉樹、 福山康平、須田亞香里、宮崎美子、 等                                 | 網頁 （页面存档备份，存于） |                                                   |                   |
| 08月19日 | 21時00分 \|          | 六    | 毛骨悚然撞鬼經驗 夏之特別篇2017 ほんとにあった怖い話 夏の特別編2017        | CX       | [ 7 ]           |                                                                                                  | 網頁 （页面存档备份，存于） |                                                   |                   |
| 08月23日 | 21時00分 \|          | 三    | 頂尖神醫2017 ドラマスペシャル 最上の命医2017                               | TX       | 齋藤工          | 草刈正雄、大塚寧寧、志田未來、 松尾諭、遠藤雄彌、桃果、 大和田伸也、比嘉愛未、泉谷茂等           | 網頁 （页面存档备份，存于） |                                                   |                   |
| 09月18日 | 19時30分 \| 20時43分 | 一    | 眩～北齋的女兒～ 眩〜北斎の娘〜                                            | NHK      | 宮崎葵          | 松田龍平、三宅弘城、余貴美子、 野田秀樹、長塚京三等                                              | 網頁 （页面存档备份，存于） |                                                   |                   |
| 09月18日 | 20時00分 \| 23時00分 | 一    | 冷暖人間三小時特別篇 橋田壽賀子ドラマ『渡る世間は鬼ばかり』3時間スペシャル | TBS      | 泉平子          | 長山藍子、中田喜子、野村真美、 藤田朋子等                                                        | 網頁 （页面存档备份，存于） |                                                   |                   |
| 09月20日 | 21時00分 \|          | 三    | 樸素至極！校閱女孩河野悅子特別篇 地味にスゴイ!DX 校閲ガール・河野悦子      | NTV      | 石原聰美        | 菅田將暉、木村佳乃、佐野日向子、 本田翼、岸谷五朗、青木崇高、 和田正人、江口德子等               | 網頁 （页面存档备份，存于） |                                                   |                   |

## 2017年秋季（十月至十二月）
| 播放日期             | 播放時間(JST)        | 逢 星 期 | 中文劇名 日文劇名 | 集 數 | 電 視 台 | 演員                | 演員                                                                                           | 官方 網頁                                    | 主題曲 ／插曲                                                   | (加權)平均 收視率 |
| 播放日期             | 播放時間(JST)        | 逢 星 期 | 中文劇名 日文劇名 | 集 數 | 電 視 台 | 主演                | 其他演員                                                                                       | 官方 網頁                                    | 主題曲 ／插曲                                                   | (加權)平均 收視率 |
| -------------------- | -------------------- | -------- | --- | ----- | -------- | ------------------- | ---------------------------------------------------------------------------------------------- | -------------------------------------------- | --------------------------------------------------------------- | ----------------- |
| 10月02日 \| 下一季   | 08時00分 \| 08時15分 | 一至六   | 笑天家 わろてんか | 151   | NHK      | 葵若菜              | 松坂桃李、濱田岳、千葉雄大、 德永繪里、堀田真由、竹下景子、 高橋一生、鈴木保奈美、遠藤憲一等   | 網頁                                         | 主：松隆子 「」                                                 |                   |
| 10月02日 \| 12月22日 | 12時30分 \| 12時50分 | 一至五   | 小荳荳！ トットちゃん! | 060   | EX       | 清野菜名 松下奈緒   | 豐嶋花、山本耕史、高田純次、 八木亞希子、佐藤B作、古村比呂、 小澤征悅、高岡早紀、竹中直人等    | 網頁 （页面存档备份，存于）                  | 主：福山雅治 「」                                               | 0                 |
| 10月23日 \| 12月25日 | 21時00分 \| 21時54分 | 一       | 民眾之敵～在這世上，不是很奇怪嗎！？～ 民衆の敵〜世の中、おかしくないですか!?〜                                                                             | 010   | CX       | 篠原涼子            | 高橋一生、古田新太、前田敦子、 千葉雄大、細田善彥、余貴美子、 大澄賢也、田中圭、石田百合子等   | 網頁 （页面存档备份，存于）                  | 主：AAA 「LIFE」                                                |                   |
| 10月30日             | 20時00分 ｜ 22時00分 | 一       | 內田康夫懸疑劇場 新・淺見光彥系列（1） 漂泊的樂人 越後〜沼津・哀傷的殺人者 内田康夫サスペンス 新・浅見光彦シリーズ（1） 漂泊の楽人 越後〜沼津・哀しき殺人者 | 1     | TBS      | 平岡祐太            | 竹下景子 石丸幹二 相樂樹 原日出子 岡田浩暉 上島龍兵 村井國夫                                   | 網頁 （页面存档备份，存于）                  |                                                                 |                   |
| 11月21日 \|          | 00時00分 \|          | 二       | 蔚藍海岸十號 | 05    | [ 3 ]    | 小林聰美 大島優子   |                                                                                                | 網頁 （页面存档备份，存于）                  | 片尾曲： 「」                                                   |                   |
| 10月03日 \| 10月10日 | 00時25分 \|          | 二       | AI～我與她與人工智慧～ | 02    | CX       | 香里奈              | 池田依來沙、松尾諭、丸山智己、 志尊淳等                                                        | 網頁 （页面存档备份，存于）                  |                                                                 |                   |
| 10月10日 \| 10月14日 | 00時25分 \| 00時35分 | 二至六   | 世界奇妙物語`17深夜特別篇 世にも奇妙な物語`17深夜の特別編                                                                                                   | 05    | CX       | 志尊淳              | 山崎紘菜、諏訪雅、六角慎司、 靖、並樹史郎等                                                    | 網頁 （页面存档备份，存于）                  |                                                                 |                   |
| 10月17日 \|          | 00時25分 \| 00時55分 | 二       | 我在麻理體內 ぼくは麻理のなか | 0     | CX       | 池田依來沙          | 吉澤亮、等                                                                                     | 網頁 （页面存档备份，存于）                  | 片頭曲：indigo la End 「」 主：Shiggy Jr. 」                    |                   |
| 10月17日 \| 12月19日 | 21時00分 \| 21時54分 | 二       | 明日的約定 明日の約束 | 010   | KTV      | 井上真央            | 及川光博、工藤阿須加、白洲迅、 新川優愛、佐久間由衣、遠藤健慎、 青柳翔、手塚理美、仲間由紀惠等 | 網頁 Archive.today的存檔，存档日期2017-09-10 | 主：東方神起 「Reboot」                                         | 0                 |
| 10月17日 \| 12月19日 | 22時00分 \| 22時54分 | 二       | 監獄公主 監獄のお姫さま | 010   | TBS      | 小泉今日子          | 滿島光、伊勢谷友介、夏帆、 塚本高史、猫背椿、池田成志、 坂井真紀、森下愛子、菅野美穗等         | 網頁 （页面存档备份，存于）                  | 主：安室奈美惠 「Showtime」                                     |                   |
| 10月09日 \|          | 01時28分 \| 01時58分 | 三       | 愛在香港 恋する香港 | 0     | TBS      | 小池榮子 吉澤亮     | 馬場富美香、最上Moga、柳下大、 永田薰、岩松了等                                                | 網頁 （页面存档备份，存于）                  | 片頭曲：MAG!C☆PRINCE 「Dreamland」 片尾曲：「YUME no MELODY」   | 0                 |
| 11月06日 \|          | 01時28分 \| 01時58分 | 三       | 荷包蛋的蛋黃何時戳破最美味？ 目玉焼きの黄身 いつつぶす? | 0     | TBS      | 青柳翔              | 成海璃子、佐藤二朗、大谷亮平、 八木將康、武田玲奈等                                            | 網頁 （页面存档备份，存于）                  |                                                                 | 0                 |
| 12月05日 \|          | 01時28分 \| 01時58分 | 三       | 咲-Saki-阿知賀篇 episode of side-A 咲-Saki-阿知賀編 episode of side-A                                                                                       | 04    | TBS      |                     | 恒松祐里、伊藤萌萌香、中山莉子、 渡邊幸愛、咲良菜緒、水春、 小倉優香、新井愛瞳、島崎莉乃等     | 網頁                                         |                                                                 | 0                 |
| 10月18日 \| 11月15日 | 01時55分 \| 02時05分 | 三       | 單戀之敵 片想いの敵 | 05    | CX       | 前田敦子            | 伊藤沙莉等                                                                                     | 網頁 （页面存档备份，存于）                  |                                                                 |                   |
| 10月18日 \| 下一季   | 21時00分 \| 21時54分 | 三       | 相棒Season16 | 0     | EX       | 水谷豐              | 反町隆史、鈴木杏樹、石坂浩二、 川原和久、山中崇史、山西惇、 淺利陽介、榎木孝明、大杉漣等       | 網頁 （页面存档备份，存于）                  |                                                                 |                   |
| 10月04日 \| 12月06日 | 22時00分 \| 23時00分 | 三       | 太太 請小心輕放 奥様は、取り扱い注意 | 010   | NTV      | 綾瀨遙              | 廣末涼子、本田翼、中尾明慶、 銀粉蝶、石黑賢、西島秀俊、 川口和空等                             | 網頁 （页面存档备份，存于）                  |                                                                 | 0                 |
| 10月12日 \|          | 00時55分 \|          | 四       | 爸爸活 パパ活 | 0     | CX       | 渡部篤郎 飯豐萬理江 | 健太郎、雾岛丽香、橋本哲等                                                                     | 網頁 （页面存档备份，存于）                  | 主：Beverly 「Unchain my heart」                                |                   |
| 10月12日 \|          | 01時25分 \|          | 四       | 愛情酒店的上野先生 season2 ラブホの上野さん season2 | 0     | CX       | 本鄉奏多            | 天野菜月、柾木玲彌、古畑星夏、 大澤光、聰太郎等                                                | 網頁 （页面存档备份，存于）                  |                                                                 |                   |
| 10月19日 \| 下一季   | 20時00分 \| 20時54分 | 四       | 科调所的女法研17 科捜研の女 第17シリーズ | 0     | EX       | 澤口靖子            | 內藤剛志、若村麻由美、風間徹、 齊藤曉、山本輝、渡部秀、 石井一彰等                             | 網頁 （页面存档备份，存于）                  | 主：Anly 「Venus」                                              |                   |
| 10月12日 \| 12月14日 | 21時00分 \| 21時54分 | 四       | Doctor-X～外科醫·大門未知子～5 ドクターX〜外科医・大門未知子〜5                                                                                             | 010   | EX       | 米倉涼子            | 永山絢斗、內田有紀、遠藤憲一、 鈴木浩介、田中圭、野村周平、 大地真央、岸部一德、西田敏行等     | 網頁 （页面存档备份，存于）                  | 主：Superfly 「Force –Orchestra Ver.-」 「」                    |                   |
| 10月12日 \| 12月14日 | 22時00分 \| 22時54分 | 四       | 刑警弓神 刑事ゆがみ | 010   | CX       | 淺野忠信            | 神木隆之介、仁科貴、橋本淳、 稻森泉、山本美月等                                                | 網頁 （页面存档备份，存于）                  | 主：WANIMA 「」                                                 |                   |
| 10月05日 \| 12月07日 | 23時59分 \| 24時54分 | 四       | 黑色復仇 ブラックリベンジ | 010   | YTV      | 木村多江            | 佐藤二朗、平山浩行、堀井新太、 岡野真也、中村映里子、鈴木砂羽、 高橋光臣等                     | 網頁 （页面存档备份，存于）                  | 主：SING LIKE TALKING feat. Sarah Àlainn 「」                   | 0                 |
| 12月21日 \| 12月28日 | 23時59分 \| 24時54分 | 四       | 不眠的真珠～我還能戀愛嗎？～ | 02    | YTV      | 藤原紀香            | 鈴木伸之、水澤惠麗奈、佐野雛子、 朝加真由美、升毅等                                            | 網頁 （页面存档备份，存于）                  |                                                                 | 0                 |
| 10月20日 \|          | 01時00分 \| 01時30分 | 五       | Re:Mind | 0     | TX       | 欅坂46              |                                                                                                | 網頁 （页面存档备份，存于）                  | 主：欅坂46 「」                                                 | 0                 |
| 11月03日 \|          | 20時00分 \| 20時43分 | 五       | 紅鬍子 赤ひげ | 08    | [ 1 ]    | 船越英一郎          | 中村蒼、古館佑太郎、前田公輝、 大後壽壽花等                                                    | 網頁 （页面存档备份，存于）                  |                                                                 |                   |
| 10月20日 \| 12月01日 | 20時00分 \| 20時54分 | 五       | 萬能廣告社～你的人生，大賣吧！～ ユニバーサル広告社〜あなたの人生、売り込みます!〜                                                                          | 07    | TX       | 澤村一樹            | 要潤、三宅裕司、片瀨那奈、 和久井映見、谷井一郎、入江甚儀、 等                                 | 網頁 （页面存档备份，存于）                  | 主：GLAY 「」                                                   | 0                 |
| 11月24日 \| 12月29日 | 22時00分 \| 22時49分 | 五       | 街道小廠之女 | 07    | NHK      | 内山理名            | 永井大、柳澤慎吾、館廣、 村上淳、忍成修吾、苅谷俊介、 市毛良枝、竹中直人等                     | 網頁                                         | 主：松田聖子 「」                                               | 0                 |
| 10月13日 \| 12月22日 | 22時00分 \| 22時54分 | 五       | 產科醫鴻鳥2 コウノドリ | 011   | TBS      | 綾野剛              | 松岡茉優、吉田羊、坂口健太郎、 淺野和之、江口德子、古畑星夏、 宮澤冰魚、星野源、大森南朋等     | 網頁 （页面存档备份，存于）                  | 主：Uru 「」                                                    | 0                 |
| 10月06日 \| 10月13日 | 23時15分 \| 24時15分 | 五       | BORDER 衝動～驗屍官·比嘉美香～ BORDER 衝動〜検視官・比嘉ミカ〜                                                                                              | 02    | EX       | 波瑠                | 工藤阿須加、石丸幹二、清原果耶等                                                               | 網頁 （页面存档备份，存于）                  |                                                                 |                   |
| 10月20日 \|          | 23時15分 \| 24時15分 | 五       | 重要證人偵探 重要参考人探偵 | 0     | EX       | 玉森裕太            | 小山慶一郎、古川雄輝、新木優子、 瀧藤賢一、堀田茜、一井直樹、 豐原功補、西岡德馬等             | 網頁 （页面存档备份，存于）                  | 主：Kis-My-Ft2 「」                                             |                   |
| 10月14日 \|          | 00時12分 \| 00時52分 | 六       | 新宿SEVEN 新宿セブン | 0     | TX       | 上田龍也            | 中村倫也、大野絲、野波麻帆、 田中哲司、夏木麻里、家入里歐等                                    | 網頁 （页面存档备份，存于）                  | 片頭曲：東京斯卡 「（UNISON SQUARE GARDEN）」 主：上田龍也 「」 |                   |
| 10月14日 \|          | 00時52分 \| 01時23分 | 六       | 瀨戶內海 セトウツミ | 0     | TX       | 高杉真宙 葉山獎之   | 清原果耶、森永悠希、片山友希、 田中偉登、高橋里恩等                                            | 網頁 （页面存档备份，存于）                  | 片頭曲：SUPER BEAVER 「虹」 片尾曲：miwa 「We are the light」   |                   |
| 11月25日 \| 下一季   | 21時00分 \| 21時58分 | 六       | 精靈守護者III 最終章 精霊の守り人III 最終章 | 09    | NHK      | 綾瀨遙              | 東出昌大、板垣瑞生、吉川晃司、 渡邊一惠、武田鐵矢、上地雄輔、 林家正藏、高良健吾、鹿賀丈史等   | 網頁 （页面存档备份，存于）                  |                                                                 | 0                 |
| 10月14日 \| 12月16日 | 22時00分 \| 22時54分 | 六       | 只是先出生的我 先に生まれただけの僕 | 010   | NTV      | 櫻井翔              | 蒼井優、多部未華子、瀨戶康史、 風間杜夫、森川葵、木南晴夏、 木下鳳華、池田鐵洋、高嶋政伸等     | 網頁 （页面存档备份，存于）                  | 主：嵐 「」                                                     | 0                 |
| 10月21日 \| 11月25日 | 22時00分 \| 23時00分 | 六       | 單戀 片想い | 06    | [ 3 ]    | 中谷美紀            | 桐谷健太、國仲涼子、大谷亮平、 鈴木浩介、和田正人、中村杏、 秋吉久美子、田中泯、橋爪功等       | 網頁 （页面存档备份，存于）                  |                                                                 |                   |
| 12月02日 \|          | 22時00分 \| 23時00分 | 六       | 名片遊戲 | 04    | [ 3 ]    | 堤真一              | 岡田將生、大友花戀、落合扶樹、 柳百合菜、河井青葉、夏菜、 田口智朗等                           | 網頁 （页面存档备份，存于）                  |                                                                 |                   |
| 10月14日 \|          | 23時05分 \| 23時59分 | 六       | 成人高校 オトナ高校 | 0     | EX       | 三浦春馬            | 高橋克實、龍星涼、松井愛莉、 山田真步、夕輝壽太、杉本哲太、 正名僕藏、黑木梅沙等               | 網頁 （页面存档备份，存于）                  | 主：高橋優 「」                                                 |                   |
| 10月07日 \| 11月25日 | 23時40分 \| 24時35分 | 六       | 櫻的親子丼 さくらの親子丼 | 08    | CX       | 真矢美季            | 吉本實憂、本假屋唯香、大地伸永、 塚田僚一、矢野浩二、淺川梨奈、 柳美稀等                       | 網頁 （页面存档备份，存于）                  | 主：Hilcrhyme 「」                                              | 0                 |
| 12月02日 \| 下一季   | 23時40分 \| 24時35分 | 六       | 黑色孤兒～七個基因～ オーファン・ブラック〜七つの遺伝子〜                                                                                                   | 08    | CX       | 知英                | 山崎育三郎、西銘駿、瀧澤沙織、 岡田浩暉、高橋努、竹中直人、 麻生祐未等                         | 網頁 （页面存档备份，存于）                  | 主：JY 「MY ID」                                                | 0                 |
| 10月08日 \|          | 00時20分 \| 00時50分 | 日       | 邊緣人～教你製作愛人的方法～ フリンジマン〜愛人の作り方教えます〜                                                                                           | 0     | TX       | 板尾創路            | 大東駿介、淵上泰史、森田甘路、 東幹久、村松利史等                                              | 網頁 （页面存档备份，存于）                  | 主：PassCode 「bite the bullet」                                |                   |
| 上一季 \| 12月17日   | 20時00分 \| 20時45分 | 日       | 女城主 直虎 おんな城主 直虎 | 050   | NHK      | 柴崎幸              | 菅田將暉、柳樂優彌、菜菜緒、 貫地谷栞、阿部貞夫、財前直見、 栗原小卷、松平健、小林薰等         | 網頁                                         |                                                                 |                   |
| 10月15日 \| 12月24日 | 21時00分 \| 22時00分 | 日       | 陸王 | 010   | TBS      | 役所廣司            | 山崎賢人、竹内涼真、上白石萌音、 風間俊介、和田正人、阿川佐和子、 木村綠子、瀧皮爾、寺尾聰等   | 網頁 （页面存档备份，存于）                  | 插：Little Glee Monster 「Jupiter」                             |                   |
| 10月29日 \| 11月05日 | 22時00分 \| 22時49分 | 日       | 山女日記～去山節日／阿爾卑斯山女王～ 山女日記〜山フェスに行こう/アルプスの女王〜                                                                            | 02    | [ 1 ]    | 工藤夕貴            | 黃川田將也、夏菜、黑谷友香、 片瀨梨乃等                                                        | 網頁 （页面存档备份，存于）                  |                                                                 |                   |
| 11月12日 \| 12月24日 | 22時00分 \| 22時49分 | 日       | 男人節操 男の操 | 07    | [ 1 ]    | 濱野謙太            | 倉科加奈、川榮李奈、永瀨匡、 粟野咲莉、佐藤隆太、安達祐實等                                    | 網頁 （页面存档备份，存于）                  |                                                                 |                   |
| 11月05日 \| 12月24日 | 22時00分 \| 23時00分 | 日       | 石礫～揭露外務省機密費的搜查二課的男人們～ | 08    | [ 3 ]    | 佐藤浩市            | 江口洋介、北村一輝、萩原聖人、 真飛聖、菅田俊、矢島健一、 小野了、細田善彥、飯豐萬理江等       | 網頁 （页面存档备份，存于）                  | 主：沐月 「Let it shine」                                       |                   |
| 10月15日 \| 12月17日 | 22時30分 \| 23時25分 | 日       | 現在開始威脅你 今からあなたを脅迫します | 09    | NTV      | 藤岡靛 武井咲       | 鈴木伸之、島崎遙香、山賀琴子、 佐藤玲、內藤理沙、蛭子能收、 三宅弘城、近藤正臣等               | 網頁 （页面存档备份，存于）                  | 主：藤岡靛 「Let it snow!」                                     | 0                 |
| 12月03日 \|          | 23時43分 \| 24時00分 | 日       | Home Sweet Tokyo | 04    | NHK      | BJ·福斯             | 木村佳乃、渡邊哲、伊絲拉·羅斯等                                                                | 網頁 （页面存档备份，存于）                  |                                                                 |                   |

### 特別單元劇
| 播放日期 | 播放時間(JST)        | 星 期 | 中文劇名 日文劇名                                                                                            | 電 視 台 | 演員                                         | 演員                                                                                   | 官方 網頁                   | 主題曲 ／插曲 | (加權)平均 收視率 |
| 播放日期 | 播放時間(JST)        | 星 期 | 中文劇名 日文劇名                                                                                            | 電 視 台 | 主演                                         | 其他演員                                                                               | 官方 網頁                   | 主題曲 ／插曲 | (加權)平均 收視率 |
| -------- | -------------------- | ----- | --- | -------- | -------------------------------------------- | -------------------------------------------------------------------------------------- | --------------------------- | ------------- | ----------------- |
| 10月14日 | 21時00分 \| 23時10分 | 六    | 世界奇妙物語2017 秋之特別篇 世にも奇妙な物語’17 秋の特別編                                                   | CX       | 岩田剛典 吉岡里帆 中山美穗 藤原龍也 加藤綾子 |                                                                                        | 網頁 （页面存档备份，存于） |               | 0                 |
| 10月15日 | 21時00分 \|          | 日    | 科调所的女法研 特別篇 科捜研の女 スペシャル                                                                  | EX       | 澤口靖子                                     |                                                                                        | 網頁 （页面存档备份，存于） |               |                   |
| 10月29日 | 21時00分 \|          | 日    | BORDER 贖罪                                                                                                  | EX       | 小栗旬                                       | 青木崇高、波瑠、遠藤憲一、 古田新太、瀧藤賢一、野間口徹、 濱野謙太、大森南朋、國村隼等 | 網頁 （页面存档备份，存于） |               |                   |
| 11月19日 | 21時00分 \| 22時00分 | 一    | 龍馬 最後的30天                                                                                              | NHK      | 新井浩文                                     | 伊藤淳史、宇梶剛士、苅谷俊介、 筒井道隆等                                              | 網頁 （页面存档备份，存于） |               |                   |
| 12月26日 | 22時00分 \| 22時49分 | 二    | 思考不能被原諒的暴力                                                                                         | NHK      | 森川葵                                       | 森岡龍等                                                                               | 網頁 （页面存档备份，存于） |               |                   |
| 12月31日 | 22時00分 \|          | 日    | 孤獨的美食家 除夕特別篇～最後的一頓餐！瀨戶內出差篇～ 孤独のグルメ 大晦日スペシャル～食べ納め!瀬戸内出張編～ | TX       | 松重豐                                       |                                                                                        | 網頁 （页面存档备份，存于） |               |                   |